# Saarbrücker Schule (Literatur)
Die Saarbrücker Schule war die Schreibwerkstatt Arnfrid Astels an der Universität des Saarlandes.
Sechzehn Jahre lang, vom Wintersemester 1979/80 bis zum Wintersemester 1995/96, bot der Schriftsteller und Literaturredakteur Arnfrid Astel an der Saarbrücker Universität einen Literaturkurs an mit dem Titel: „Selber Schreiben und Reden – Einhornjagd und Grillenfang – Anfertigen und Vorzeigen kurzer literarischer Texte auf Gegenstände und angreifbare Zustände im Kopf und außerhalb“. Daraus entstand, was die Teilnehmer mit zögernder Zustimmung Astels, „Saarbrücker Schule“ nannten. Unter den studierenden Teilnehmern waren so unterschiedliche Autoren wie Klaus Behringer, Martin Bettinger, Christopher Ecker, Sabine Göttel, Nico Graf, Erhard Schmied, Marietta Schröder, Benedikt Maria Trappen oder Wolfgang Stauch.
1992 erschien als eine Art Zwischenbilanz im Saarbrücker PoCul-Verlag das Buch Einhornjagd & Grillenfang. 13 Jahre Saarbrücker Schule, herausgegeben von Klaus Behringer, Angela Fitz und Ralf Peter. Darin sind neben einem Vorwort von Prof. Gerhard Schmidt-Henkel und einem Interview mit Astel zahlreiche Textbeiträge der Seminarteilnehmer enthalten.